# Bùi Văn Hinh
Bùi Văn Hinh là một sĩ quan cấp cao trong Quân đội nhân dân Việt Nam, hàm Thiếu tướng, nguyên Phó Cục trưởng Cục Quân huấn, Bộ Tổng Tham mưu.

## Tiểu sử sự nghiệp
Năm 2009, ông được bổ nhiệm giữ chức Phó Chính ủy Bộ Chỉ huy Quân sự tỉnh Phú Thọ, Quân khu 2.
Năm 2012, ông được bổ nhiệm giữ chức Chính ủy Bộ Chỉ huy Quân sự tỉnh Phú Thọ, Quân khu 2.
Năm 2015, ông được bổ nhiệm giữ chức Phó Cục trưởng Cục Quân huấn, Bộ Tổng Tham mưu, Bí thư Đảng ủy Cục Quân huấn.
Thiếu tướng (2015)
Năm 2019, ông về hưu.